# Celeste Mendini
Celeste Mendini (5. února 1831 – 4. února 1908) byl rakouský právník a politik italské národnosti z Tyrolska (respektive z Jižního Tyrolska), v 2. polovině 19. století poslanec Říšské rady.

## Biografie
Působil jako advokát v Cavalese. Jeho synem byl politik a starosta Trenta Bruno Mendini (1891–1957).
Celeste byl v červenci 1861 jmenován notářem v Cavalese. V roce 1869 byl zvolen za poslance Tyrolského zemského sněmu, na kterém zasedal i v 70. letech a podporoval italské autonomistické hnutí.
Byl i poslancem Říšské rady (celostátního parlamentu Předlitavska), kam nastoupil v doplňovacích volbách roku 1874 za kurii městskou v Tyrolsku, obvod Trento, Cles atd. Slib složil 27. října 1874, rezignaci oznámil dopisem 23. června 1877 z politických důvodů. V roce 1874 se uvádí jako Dr. Cölest Mendini, advokát, bytem Trento. Do parlamentu se dostal poté, co rezignoval poslanec Giovanni a Prato. Uvádí se jako člen bloku ústavověrných. Patřil do Italské liberální strany.
Z parlamentu odešel v rámci hromadné vlny rezignací některých italských poslanců poté, co Říšská rada nepřijala návrhy na autonomii jižního Tyrolska.